# IC 4720
IC 4720 је спирална галаксија у сазвјежђу Паун која се налази на листи објеката дубоког неба у Индекс каталогу.
Деклинација објекта је - 58° 24' 17" а ректасцензија 18h 33m 32,7s. Привидна величина (магнитуда) објекта IC 4720 износи 12,9 а фотографска магнитуда 13,6. Налази се на удаљености од 19,087 милиона парсека од Сунца. IC 4720 је још познат и под ознакама ESO 140-25, AM 1830-583, IRAS 18291-5826, PGC 62030.